# Patrick Percin
Patrick Percin (La Trinité, Martinica, 18 de diciembre de 1976) es un futbolista de Martinica que jugaba en la posición de delantero y que actualmente milita en el AS Samaritaine del Campeonato Nacional de Martinica.

## Carrera

### Club
| Periodo   | Club             |
| --------- | ---------------- |
| 1992-2003 | Club Franciscain |
| 2003–2004 | Amiens SC        |
| 2004–2006 | Club Franciscain |
| 2006–2010 | AS Samaritaine   |
| 2010–2013 | CS Bélimois      |
| 2013–2014 | US Robert        |
| 2014–2021 | Club Franciscain |
| 2021-     | AS Samaritaine   |

### Selección nacional
Jugó para Martinica en 56 ocasiones de 2002 a 2010 y anotó 19 goles; participó en dos ediciones de la Copa de Oro de la Concacaf.
| No  | Fecha      | Sede                                                       | Rival                        | Marcador | Resultado | Torneo                                                |
| --- | ---------- | ---------------------------------------------------------- | ---------------------------- | -------- | --------- | ----------------------------------------------------- |
| 1.  | 4-4-2001   | Stade Pierre-Aliker, Fort-de-France, Martinica             | San Vicente y las Granadinas | 1–0      | 3–0       | Clasificación para la Copa de Oro de la Concacaf 2002 |
| 2.  | 19-5-2001  | Hasely Crawford Stadium, Puerto España, Trinidad y Tobago  | Trinidad y Tobago            | 2–1      | 2–1       | Clasificación para la Copa de Oro de la Concacaf 2002 |
| 3.  | 6-1-2002   | Stade Pierre-Aliker, Fort-de-France, Martinica             | Haití                        | 1–2      | 3–3       | Amistoso                                              |
| 4.  | 21-1-2002  | Orange Bowl, Miami, Florida, Estados Unidos                | Trinidad y Tobago            | 1–0      | 1–0       | Copa de Oro de la Concacaf 2002                       |
| 5.  | 9-10-2002  | Stade Alfred Marie-Jeanne, Rivière-Pilote, Martinica       | Santa Lucía                  | 2–0      | 4–0       | Amistoso                                              |
| 6.  | 1-12-2002  | Truman Bodden Stadium, George Town, Islas Caimán           | Islas Caimán                 | 2–0      | 3–0       | Clasificación para la Copa de Oro de la Concacaf 2003 |
| 7.  | 1-12-2002  | Truman Bodden Stadium, George Town, Islas Caimán           | Islas Caimán                 | 3–0      | 3–0       | Clasificación para la Copa de Oro de la Concacaf 2003 |
| 8.  | 14-3-2003  | Stade Pierre-Aliker, Fort-de-France, Martinica             | Guayana Francesa             | 1–0      | 2–1       | Amistoso                                              |
| 9.  | 26-3-2003  | Independence Park, Kingston, Jamaica                       | Haití                        | 1–0      | 1–2       | Clasificación para la Copa de Oro de la Concacaf 2003 |
| 10. | 10-11-2004 | Stade Pierre-Aliker, Fort-de-France, Martinica             | Dominica                     | 4–1      | 5–1       | Clasificación para la Copa de Oro de la Concacaf 2005 |
| 11. | 17-1-2007  | Hasely Crawford Stadium, Puerto España, Trinidad y Tobago  | Barbados                     | 1–0      | 3–2       | Clasificación para la Copa de Oro de la Concacaf 2007 |
| 12. | 15-9-2008  | Stade Louis Achille, Fort-de-France, Martinica             | San Vicente y las Granadinas | 1–0      | 3–0       | Clasificación para la Copa de Oro de la Concacaf 2009 |
| 13. | 15-9-2008  | Stade Louis Achille, Fort-de-France, Martinica             | San Vicente y las Granadinas | 2–0      | 3–0       | Clasificación para la Copa de Oro de la Concacaf 2009 |
| 14. | 19-9-2008  | Stade Louis Achille, Fort-de-France, Martinica             | Anguila                      | 1–0      | 3–1       | Clasificación para la Copa de Oro de la Concacaf 2009 |
| 15. | 24-9-2008  | Marville Stadium, Saint-Malo, France                       | Guadalupe                    | 1–0      | 1–0       | Copa de l'Outre-Mer 2008                              |
| 16. | 23-9-2010  | Parc des Sports des Maisons Rouges, Bry-sur-Marne, Francia | Tahití                       | 2–1      | 4–1       | Copa de l'Outre-Mer                                   |
| 17. | 23-9-2010  | Parc des Sports des Maisons Rouges, Bry-sur-Marne, Francia | Tahití                       | 4–1      | 4–1       | Copa de l'Outre-Mer                                   |
| 18. | 26-9-2010  | Stade Henri Longuet, Viry-Châtillon, Francia               | Nueva Caledonia              | 1–0      | 4–0       | Copa de l'Outre-Mer                                   |
| 19. | 26-9-2010  | Stade Henri Longuet, Viry-Châtillon, Francia               | Nueva Caledonia              | 4–0      | 4–0       | Copa de l'Outre-Mer                                   |

## Logros

### Club
- Campeonato Nacional de Martinica (13): 1994, 1996, 1997, 1999, 2000, 2001, 2002, 2004, 2005, 2014, 2017, 2018, 2019
- Copa de Martinica (8): 1998, 1999, 2002, 2004, 2005, 2015, 2018, 2020
- CFU Club Shield (1): 2018
- Copa DOM (1): 1998
- Campeonato de las Antillas Francesas (3): 2004, 2005, 2009
- Copa de Francia (2): 2007, 2010

### Selección nacional
- Coupe de l'Outre-Mer (1): 2010